# Saison 2021-2022 du Jazz de l'Utah
La saison 2021-2022 du Jazz de l'Utah est la 48e saison de la franchise en National Basketball Association (NBA) et la 43e saison dans la ville de Salt Lake City.
Le 20 août 2021, la ligue annonce que la saison régulière démarre le 19 octobre 2021, avec un format typique de 82 matchs.
Lors de la saison régulière, Donovan Mitchell et Rudy Gobert sont tous deux sélectionnées pour le NBA All-Star Game. Grâce à une victoire contre les Grizzlies de Memphis, le 5 avril 2022, le Jazz atteint les playoffs pour la sixième année consécutive. Lors du premier tour des séries éliminatoires, le Jazz est éliminé en six matchs face aux Mavericks de Dallas.
À l'issue de la saison et l'élimination au premier tour des playoffs, Quin Snyder est remercié par la franchise, et les deux joueurs All-Star sont transférés, marquant la fin de leur association de 5 années.

## Draft
| Tour | Choix | Joueur       | Poste | Nationalité | Provenance           |
| ---- | ----- | ------------ | ----- | ----------- | -------------------- |
| 1    | 30    | Santi Aldama | PF/C  | Espagne     | Greyhounds de Loyola |

## Matchs

### Summer League
| Summer League Total: 7-4 |

| Match | Date match | Équipe          | Score    | Meilleur marqueur | Meilleur rebondeur | Meilleur passeur    | Lieux Spectateurs             | Série |
| ----- | ---------- | --------------- | -------- | ----------------- | ------------------ | ------------------- | ----------------------------- | ----- |
| 1     | 3 août     | Memphis         | D 65-104 | Joe Chealey (15)  | Justin Patton (10) | Trois joueurs (3)   | Vivint Smart Home Arena 0     | 0 - 1 |
| 2     | 4 août     | San Antonio     | V 65-104 | MaCio Teague (26) | Nate Sestina (9)   | Kyle Allman Jr. (5) | Vivint Smart Home Arena 0     | 1 - 1 |
| 3     | 6 août     | Utah Jazz White | D 65-83  | MaCio Teague (14) | Shaqquan Aaron (9) | Kyle Allman Jr. (3) | Vivint Smart Home Arena 5 499 | 1 - 2 |

| Match | Date match | Équipe         | Score   | Meilleur marqueur       | Meilleur rebondeur  | Meilleur passeur   | Lieux Spectateurs             | Série |
| ----- | ---------- | -------------- | ------- | ----------------------- | ------------------- | ------------------ | ----------------------------- | ----- |
| 1     | 3 août     | San Antonio    | V 87-58 | Trent Forrest (19)      | Udoka Azubuike (14) | Trent Forrest (7)  | Vivint Smart Home Arena 2 695 | 1 - 0 |
| 2     | 4 août     | Memphis        | V 94-75 | Azubuike, Brantley (19) | Udoka Azubuike (11) | Trent Forrest (13) | Vivint Smart Home Arena 4 611 | 2 - 0 |
| 3     | 6 août     | Utah Jazz Blue | V 83-65 | Azubuike, Forrest (14)  | Juwan Morgan (10)   | Trent Forrest (7)  | Vivint Smart Home Arena 5 499 | 3 - 0 |

| Match | Date match | Équipe        | Score         | Meilleur marqueur      | Meilleur rebondeur     | Meilleur passeur  | Lieux                | Série |
| ----- | ---------- | ------------- | ------------- | ---------------------- | ---------------------- | ----------------- | -------------------- | ----- |
| 1     | 9 août     | Phoenix       | V 63-57       | Trois joueurs (10)     | Udoka Azubuike (8)     | Trent Forrest (7) | Thomas & Mack Center | 1 - 0 |
| 2     | 11 août    | Dallas        | V 81-80 (2OT) | Trent Forrest (16)     | Azubuike, Brantley (8) | Trent Forrest (9) | Cox Pavilion         | 2 - 0 |
| 3     | 13 août    | Miami         | V 84-65       | Trent Forrest (19)     | Trent Forrest (10)     | Trent Forrest (6) | Cox Pavilion         | 3 - 0 |
| 4     | 15 août    | L.A. Clippers | D 90-94       | Azubuike, Forrest (18) | Udoka Azubuike (10)    | Trent Forrest (5) | Cox Pavilion         | 3 - 1 |
| 5     | 17 août    | Philadelphie  | D 98-103      | Jarell Martin (23)     | Jarell Martin (12)     | MaCio Teague (12) | Cox Pavilion         | 3 - 2 |

### Pré-saison
| Pré-saison Total: 2-2 (Domicile : 2-0; Extérieur : 0-2) |

| Match | Date match | Équipe              | Score     | Meilleur marqueur    | Meilleur rebondeur    | Meilleur passeur          | Lieux Spectateurs               | Série |
| ----- | ---------- | ------------------- | --------- | -------------------- | --------------------- | ------------------------- | ------------------------------- | ----- |
| 1     | 4 octobre  | @ San Antonio       | D 85-111  | Jared Butler (16)    | Hassan Whiteside (10) | Elijah Hughes (4)         | AT&T Center 10 174              | 0 - 1 |
| 2     | 6 octobre  | @ Dallas            | D 101-111 | Jared Butler (22)    | Udoka Azubuike (14)   | Trent Forrest (6)         | American Airlines Center 15 841 | 0 - 2 |
| 3     | 11 octobre | La Nouvelle-Orléans | V 127-96  | Rudy Gobert (19)     | Rudy Gobert (19)      | Conley, Jr., Mitchell (5) | Vivint Smart Home Arena 15 535  | 1 - 2 |
| 4     | 13 octobre | Milwaukee           | V 124-120 | Jordan Clarkson (18) | Jordan Clarkson (8)   | Jared Butler (7)          | Vivint Smart Home Arena 16 016  | 2 - 2 |

### Saison régulière
| Saison régulière Total: 49-33 (Domicile : 29-12; Extérieur : 20-21) |

| Match | Date match | Équipe        | Score     | Meilleur marqueur     | Meilleur rebondeur | Meilleur passeur          | Lieux Spectateurs              | Série |
| ----- | ---------- | ------------- | --------- | --------------------- | ------------------ | ------------------------- | ------------------------------ | ----- |
| 1     | 20 octobre | Oklahoma City | V 107-86  | Bojan Bogdanović (22) | Rudy Gobert (21)   | Conley, Jr., Mitchell (4) | Vivint Smart Home Arena 18 306 | 1 - 0 |
| 2     | 22 octobre | @ Sacramento  | V 110-101 | Donovan Mitchell (27) | Rudy Gobert (20)   | Donovan Mitchell (4)      | Golden 1 Center 17 583         | -     |
| 3     | 26 octobre | Denver        | V 122-110 | Rudy Gobert (23)      | Rudy Gobert (16)   | Donovan Mitchell (6)      | Vivint Smart Home Arena 18 306 | 3 - 0 |
| 4     | 28 octobre | @ Houston     | V 122-91  | Bojan Bogdanović (19) | Rudy Gobert (14)   | Donovan Mitchell (6)      | Toyota Center 15 858           | 4 - 0 |
| 5     | 30 octobre | @ Chicago     | D 99-107  | Donovan Mitchell (30) | Rudy Gobert (19)   | Donovan Mitchell (6)      | United Center 20 668           | 4 - 1 |
| 6     | 31 octobre | @ Milwaukee   | V 107-95  | Donovan Mitchell (28) | Rudy Gobert (13)   | Quatre joueurs (2)        | Fiserv Forum 17 341            | 5 - 1 |

| Match | Date match  | Équipe              | Score     | Meilleur marqueur     | Meilleur rebondeur   | Meilleur passeur          | Lieux Spectateurs              | Série  |
| ----- | ----------- | ------------------- | --------- | --------------------- | -------------------- | ------------------------- | ------------------------------ | ------ |
| 7     | 2 novembre  | Sacramento          | V 119-113 | Donovan Mitchell (36) | Rudy Gobert (20)     | Donovan Mitchell (6)      | Vivint Smart Home Arena 18 306 | 6 - 1  |
| 8     | 4 novembre  | @ Atlanta           | V 116-98  | Jordan Clarkson (30)  | Rudy Gobert (15)     | Mike Conley, Jr. (11)     | State Farm Arena 16 590        | 7 - 1  |
| 9     | 6 novembre  | @ Miami             | D 115-118 | Donovan Mitchell (37) | Hassan Whiteside (8) | Conley, Jr., Mitchell (7) | FTX Arena 19 600               | 7 - 2  |
| 10    | 7 novembre  | @ Orlando           | D 100-107 | Gobert, Mitchell (21) | Rudy Gobert (15)     | Donovan Mitchell (7)      | Amway Center 13 386            | 7 - 3  |
| 11    | 9 novembre  | Atlanta             | V 110-98  | Donovan Mitchell (27) | Rudy Gobert (14)     | Mike Conley, Jr. (6)      | Vivint Smart Home Arena 18 306 | 8 - 3  |
| 12    | 11 novembre | Indiana             | D 100-111 | Donovan Mitchell (26) | Rudy Gobert (11)     | Mike Conley, Jr. (8)      | Vivint Smart Home Arena 18 306 | 8 - 4  |
| 13    | 13 novembre | Miami               | D 105-111 | Bojan Bogdanović (26) | Rudy Gobert (13)     | Mike Conley, Jr. (8)      | Vivint Smart Home Arena 18 306 | 8 - 5  |
| 14    | 16 novembre | Philadelphie        | V 120-85  | Bojan Bogdanović (27) | Rudy Gobert (17)     | Conley, Jr., Ingles (7)   | Vivint Smart Home Arena 18 306 | 9 - 5  |
| 15    | 18 novembre | Toronto             | V 119-103 | Gay, Mitchell (20)    | Rudy Gobert (11)     | Joe Ingles (8)            | Vivint Smart Home Arena 18 306 | 10 - 5 |
| 16    | 20 novembre | @ Sacramento        | V 123-105 | Donovan Mitchell (26) | Rudy Gobert (14)     | Donovan Mitchell (5)      | Golden 1 Center 13 180         | 11 - 5 |
| 17    | 22 novembre | Memphis             | D 118-119 | Bojan Bogdanović (24) | Rudy Gobert (13)     | Conley, Jr., Mitchell (8) | Vivint Smart Home Arena 18 306 | 11 - 6 |
| 18    | 24 novembre | @ Oklahoma City     | V 110-104 | Jordan Clarkson (20)  | Rudy Gobert (17)     | Clarkson, Mitchell (5)    | Paycom Center 14 081           | 12 - 6 |
| 19    | 26 novembre | La Nouvelle-Orléans | D 97-98   | Bojan Bogdanović (23) | Rudy Gobert (10)     | Donovan Mitchell (6)      | Vivint Smart Home Arena 18 306 | 12 - 7 |
| 20    | 27 novembre | La Nouvelle-Orléans | V 127-105 | Donovan Mitchell (21) | Rudy Gobert (8)      | Donovan Mitchell (7)      | Vivint Smart Home Arena 18 306 | 13 - 7 |
| 21    | 29 novembre | Portland            | V 129-107 | Donovan Mitchell (30) | Rudy Gobert (16)     | Joe Ingles (6)            | Vivint Smart Home Arena 18 306 | 14 - 7 |

| Match | Date match  | Équipe         | Score     | Meilleur marqueur       | Meilleur rebondeur    | Meilleur passeur          | Lieux Spectateurs                 | Série  |
| ----- | ----------- | -------------- | --------- | ----------------------- | --------------------- | ------------------------- | --------------------------------- | ------ |
| 22    | 3 décembre  | Boston         | V 137-130 | Donovan Mitchell (34)   | Rudy Gobert (12)      | Mike Conley, Jr. (7)      | Vivint Smart Home Arena 18 306    | 15 - 7 |
| 23    | 5 décembre  | @ Cleveland    | V 109-108 | Donovan Mitchell (35)   | Rudy Gobert (20)      | Conley, Jr., Mitchell (6) | Rocket Mortgage FieldHouse 18 113 | 16 - 7 |
| 24    | 8 décembre  | @ Minnesota    | V 136-104 | Donovan Mitchell (36)   | Rudy Gobert (10)      | Ingles, O'Neale (7)       | Target Center 15 181              | 17 - 7 |
| 25    | 9 décembre  | @ Philadelphie | V 118-96  | Donovan Mitchell (22)   | Rudy Gobert (21)      | Joe Ingles (7)            | Wells Fargo Center 20 272         | 18 - 7 |
| 26    | 11 décembre | @ Washington   | V 123-98  | Donovan Mitchell (28)   | Hassan Whiteside (14) | Mike Conley, Jr. (8)      | Capital One Arena 17 575          | 19 - 7 |
| 27    | 15 décembre | L.A. Clippers  | V 124-103 | Donovan Mitchell (27)   | Rudy Gobert (17)      | Donovan Mitchell (6)      | Vivint Smart Home Arena 18 306    | 20 - 7 |
| 28    | 17 décembre | San Antonio    | D 126-128 | Donovan Mitchell (27)   | Rudy Gobert (14)      | Mike Conley, Jr. (6)      | Vivint Smart Home Arena 18 306    | 20 - 8 |
| 29    | 18 décembre | Washington     | D 103-109 | Donovan Mitchell (32)   | Rudy Gobert (19)      | Donovan Mitchell (5)      | Vivint Smart Home Arena 18 306    | 20 - 9 |
| 30    | 20 décembre | Charlotte      | V 112-102 | Bogdanović, Gobert (23) | Rudy Gobert (21)      | Donovan Mitchell (6)      | Vivint Smart Home Arena 18 306    | 21 - 9 |
| 31    | 23 décembre | Minnesota      | V 128-116 | Donovan Mitchell (28)   | Rudy Gobert (17)      | Donovan Mitchell (7)      | Vivint Smart Home Arena 18 306    | 22 - 9 |
| 32    | 25 décembre | Dallas         | V 120-116 | Donovan Mitchell (33)   | Rudy Gobert (11)      | Joe Ingles (6)            | Vivint Smart Home Arena 18 306    | 23 - 9 |
| 33    | 27 décembre | @ San Antonio  | V 110-104 | Jordan Clarkson (23)    | Rudy Gobert (13)      | Jordan Clarkson (5)       | AT&T Center 16 255                | 24 - 9 |
| 34    | 29 décembre | @ Portland     | V 120-105 | Rudy Gobert (22)        | Rudy Gobert (14)      | Mike Conley, Jr. (6)      | Moda Center 17 828                | 25 - 9 |
| 35    | 31 décembre | Minnesota      | V 120-108 | Donovan Mitchell (39)   | Rudy Gobert (16)      | Donovan Mitchell (5)      | Vivint Smart Home Arena 18 306    | 26 - 9 |

| Match | Date match  | Équipe                | Score     | Meilleur marqueur     | Meilleur rebondeur    | Meilleur passeur          | Lieux Spectateurs              | Série   |
| ----- | ----------- | --------------------- | --------- | --------------------- | --------------------- | ------------------------- | ------------------------------ | ------- |
| 36    | 1er janvier | Golden State          | D 116-123 | Quatre joueurs (20)   | Rudy Gobert (19)      | Donovan Mitchell (9)      | Vivint Smart Home Arena 18 306 | 26 - 10 |
| 37    | 3 janvier   | @ La Nouvelle-Orléans | V 115-104 | Donovan Mitchell (29) | Rudy Gobert (17)      | Mike Conley, Jr. (7)      | Smoothie King Center 15 057    | 27 - 10 |
| 38    | 5 janvier   | @ Denver              | V 115-109 | Bojan Bogdanović (36) | Bojan Bogdanović (13) | Mike Conley, Jr. (6)      | Ball Arena 14 056              | 28 - 10 |
| 39    | 7 janvier   | @ Toronto             | D 108-122 | Eric Paschall (29)    | Elijah Hughes (8)     | Trent Forrest (8)         | Scotiabank Arena 0             | 28 - 11 |
| 40    | 8 janvier   | @ Indiana             | D 113-125 | Donovan Mitchell (36) | Hassan Whiteside (8)  | Donovan Mitchell (9)      | Gainbridge Fieldhouse 13 160   | 28 - 12 |
| 41    | 10 janvier  | @ Détroit             | D 116-126 | Donovan Mitchell (31) | Hassan Whiteside (14) | Mike Conley, Jr. (8)      | Little Caesars Arena 17 834    | 28 - 13 |
| 42    | 12 janvier  | Cleveland             | D 91-111  | Jordan Clarkson (22)  | Royce O'Neale (9)     | Donovan Mitchell (4)      | Vivint Smart Home Arena 18 306 | 28 - 14 |
| 43    | 16 janvier  | @ Denver              | V 125-102 | Donovan Mitchell (31) | Rudy Gobert (19)      | Mike Conley, Jr. (6)      | Ball Arena 15 647              | 29 - 14 |
| 44    | 17 janvier  | @ L.A. Lakers         | D 95-101  | Mike Conley, Jr. (20) | Rudy Gobert (16)      | Donovan Mitchell (7)      | Crypto.com Arena 17 238        | 29 - 15 |
| 45    | 19 janvier  | Houston               | D 111-116 | Bojan Bogdanović (29) | Royce O'Neale (15)    | Joe Ingles (6)            | Vivint Smart Home Arena 18 306 | 29 - 16 |
| 46    | 21 janvier  | Détroit               | V 111-101 | Rudy Gobert (24)      | Rudy Gobert (14)      | Joe Ingles (5)            | Vivint Smart Home Arena 18 306 | 30 - 16 |
| 47    | 23 janvier  | @ Golden State        | D 92-94   | Bojan Bogdanović (21) | Rudy Gobert (18)      | Joe Ingles (5)            | Chase Center 18 064            | 30 - 17 |
| 48    | 24 janvier  | @ Phoenix             | D 109-115 | Jordan Clarkson (22)  | Hassan Whiteside (9)  | Jordan Clarkson (5)       | Footprint Center 17 071        | 30 - 18 |
| 49    | 26 janvier  | Phoenix               | D 97-105  | Jordan Clarkson (26)  | Hassan Whiteside (11) | Mike Conley, Jr. (10)     | Vivint Smart Home Arena 18 306 | 30 - 19 |
| 50    | 28 janvier  | @ Memphis             | D 109-119 | Danuel House (21)     | Hassan Whiteside (8)  | Mike Conley, Jr. (6)      | FedExForum 16 916              | 30 - 20 |
| 51    | 30 janvier  | @ Minnesota           | D 106-126 | Bojan Bogdanović (23) | Hassan Whiteside (12) | Clarkson, Conley, Jr. (5) | Target Center 10 407           | 30 - 21 |

| Match                  | Date match | Équipe        | Score     | Meilleur marqueur     | Meilleur rebondeur        | Meilleur passeur          | Lieux Spectateurs              | Série   |
| ---------------------- | ---------- | ------------- | --------- | --------------------- | ------------------------- | ------------------------- | ------------------------------ | ------- |
| 52                     | 2 février  | Denver        | V 108-104 | Trent Forrest (18)    | Udoka Azubuike (10)       | Trent Forrest (8)         | Vivint Smart Home Arena 18 306 | 31 - 21 |
| 53                     | 4 février  | Brooklyn      | V 125-102 | Donovan Mitchell (27) | Bogdanović, Azubuike (11) | Trent Forrest (7)         | Vivint Smart Home Arena 18 306 | 32 - 21 |
| 54                     | 7 février  | New York      | V 113-104 | Donovan Mitchell (32) | Udoka Azubuike (14)       | Mike Conley, Jr. (7)      | Vivint Smart Home Arena 18 306 | 33 - 21 |
| 55                     | 9 février  | Golden State  | V 111-85  | Bojan Bogdanović (23) | Hassan Whiteside (17)     | Donovan Mitchell (8)      | Vivint Smart Home Arena 18 306 | 34 - 21 |
| 56                     | 11 février | Orlando       | V 114-99  | Donovan Mitchell (24) | Hassan Whiteside (18)     | Conley, Jr., O'Neale (5)  | Vivint Smart Home Arena 18 306 | 35 - 21 |
| 57                     | 14 février | Houston       | V 135-101 | Donovan Mitchell (30) | Hassan Whiteside (14)     | Mike Conley, Jr. (10)     | Vivint Smart Home Arena 18 306 | 36 - 21 |
| 58                     | 16 février | @ L.A. Lakers | D 101-106 | Donovan Mitchell (37) | Rudy Gobert (11)          | Conley, Jr., Mitchell (5) | Crypto.com Arena 17 787        | 36 - 22 |
| NBA All-Star Game 2022 |            |               |           |                       |                           |                           |                                |         |
| 59                     | 25 février | Dallas        | V 114-109 | Donovan Mitchell (33) | Rudy Gobert (17)          | Conley, Jr., Mitchell (5) | Vivint Smart Home Arena 18 306 | 37 - 22 |
| 60                     | 27 février | @ Phoenix     | V 118-114 | Donovan Mitchell (26) | Rudy Gobert (14)          | Donovan Mitchell (5)      | Footprint Center 17 071        | 38 - 22 |

| Match | Date match | Équipe                | Score          | Meilleur marqueur          | Meilleur rebondeur    | Meilleur passeur      | Lieux Spectateurs               | Série   |
| ----- | ---------- | --------------------- | -------------- | -------------------------- | --------------------- | --------------------- | ------------------------------- | ------- |
| 61    | 2 mars     | @ Houston             | V 132-127 (OT) | Donovan Mitchell (37)      | Rudy Gobert (17)      | Donovan Mitchell (10) | Toyota Center 13 583            | 39 - 22 |
| 62    | 4 mars     | @ La Nouvelle-Orléans | D 90-124       | Donovan Mitchell (14)      | Hassan Whiteside (12) | Jordan Clarkson (4)   | Smoothie King Center 16 178     | 39 - 23 |
| 63    | 6 mars     | @ Oklahoma City       | V 116-103      | Bojan Bogdanović (35)      | Rudy Gobert (17)      | Donovan Mitchell (10) | Paycom Center 15 079            | 40 - 23 |
| 64    | 7 mars     | @ Dallas              | D 103-111      | Bojan Bogdanović (21)      | Rudy Gobert (13)      | Donovan Mitchell (9)  | American Airlines Center 20 077 | 40 - 24 |
| 65    | 9 mars     | Portland              | V 123-85       | Bojan Bogdanović (27)      | Gobert, O'Neale (10)  | Donovan Mitchell (6)  | Vivint Smart Home Arena 18 306  | 41 - 24 |
| 66    | 11 mars    | @ San Antonio         | D 102-104      | Donovan Mitchell (24)      | Rudy Gobert (16)      | Donovan Mitchell (6)  | AT&T Center 15 753              | 41 - 25 |
| 67    | 12 mars    | Sacramento            | D 134-125      | Jordan Clarkson (45)       | Hassan Whiteside (21) | Donovan Mitchell (6)  | Vivint Smart Home Arena 18 306  | 42 - 25 |
| 68    | 14 mars    | Milwaukee             | D 111-117      | Conley, Jr., Mitchell (29) | Rudy Gobert (14)      | Donovan Mitchell (8)  | Vivint Smart Home Arena 18 306  | 42 - 26 |
| 69    | 16 mars    | Chicago               | V 125-110      | Donovan Mitchell (37)      | Rudy Gobert (20)      | Mike Conley, Jr. (7)  | Vivint Smart Home Arena 18 306  | 43 - 26 |
| 70    | 18 mars    | L.A. Clippers         | V 121-92       | Jared Butler (21)          | Rudy Gobert (16)      | Jared Butler (7)      | Vivint Smart Home Arena 18 306  | 44 - 26 |
| 71    | 20 mars    | @ New York            | V 108-93       | Donovan Mitchell (36)      | Rudy Gobert (9)       | Donovan Mitchell (6)  | Madison Square Garden 19 812    | 45 - 26 |
| 72    | 21 mars    | @ Brooklyn            | D 106-114      | Donovan Mitchell (30)      | Royce O'Neale (8)     | Mike Conley, Jr. (7)  | Barclays Center 17 887          | 45 - 27 |
| 73    | 23 mars    | @ Boston              | D 97-125       | Donovan Mitchell (37)      | Rudy Gobert (11)      | Mike Conley, Jr. (3)  | TD Garden 19 156                | 45 - 28 |
| 74    | 25 mars    | @ Charlotte           | D 101-107      | Donovan Mitchell (26)      | Rudy Gobert (19)      | Donovan Mitchell (7)  | Spectrum Center 19 162          | 45 - 29 |
| 75    | 27 mars    | @ Dallas              | D 100-114      | Rudy Gay (18)              | Juan Hernangómez (9)  | Mike Conley, Jr. (7)  | American Airlines Center 20 177 | 45 - 30 |
| 76    | 29 mars    | @ L.A. Clippers       | D 115-121      | Donovan Mitchell (33)      | Rudy Gobert (16)      | Donovan Mitchell (6)  | Crypto.com Arena 19 068         | 45 - 31 |
| 77    | 31 mars    | L.A. Lakers           | V 122-109      | Donovan Mitchell (29)      | Rudy Gobert (17)      | Donovan Mitchell (7)  | Vivint Smart Home Arena 18 306  | 46 - 31 |

| Match | Date match | Équipe         | Score          | Meilleur marqueur     | Meilleur rebondeur    | Meilleur passeur      | Lieux Spectateurs              | Série   |
| ----- | ---------- | -------------- | -------------- | --------------------- | --------------------- | --------------------- | ------------------------------ | ------- |
| 78    | 2 avril    | @ Golden State | D 107-111      | Donovan Mitchell (26) | Rudy Gobert (20)      | Mike Conley, Jr. (8)  | Chase Center 18 064            | 46 - 32 |
| 79    | 5 avril    | Memphis        | V 121-115 (OT) | Rudy Gobert (22)      | Rudy Gobert (21)      | Mike Conley, Jr. (8)  | Vivint Smart Home Arena 18 306 | 47 - 32 |
| 80    | 6 avril    | Oklahoma City  | V 137-101      | Bojan Bogdanović (27) | Hassan Whiteside (11) | Butler, Clarkson (10) | Vivint Smart Home Arena 18 306 | 48 - 32 |
| 81    | 8 avril    | Phoenix        | D 105-111      | Bojan Bogdanović (21) | Rudy Gobert (12)      | Mike Conley, Jr. (8)  | Vivint Smart Home Arena 18 306 | 48 - 33 |
| 82    | 10 avril   | @ Portland     | V 111-80       | Juan Hernangómez (22) | Rudy Gobert (13)      | Mike Conley, Jr. (5)  | Moda Center 18 123             | 49 - 33 |

### Playoffs
| Playoffs Total: 2-4 (Domicile : 1-2; Extérieur : 1-2) |

| Match | Date match | Équipe   | Score     | Meilleur marqueur     | Meilleur rebondeur | Meilleur passeur          | Lieux Spectateurs               | Série |
| ----- | ---------- | -------- | --------- | --------------------- | ------------------ | ------------------------- | ------------------------------- | ----- |
| 1     | 16 avril   | @ Dallas | V 99-93   | Donovan Mitchell (32) | Rudy Gobert (17)   | Donovan Mitchell (6)      | American Airlines Center 20 013 | 1 - 0 |
| 2     | 18 avril   | @ Dallas | D 104-110 | Donovan Mitchell (34) | Rudy Gobert (17)   | Donovan Mitchell (5)      | American Airlines Center 20 113 | 1 - 1 |
| 3     | 21 avril   | Dallas   | D 118-126 | Donovan Mitchell (32) | Rudy Gobert (7)    | Conley, Jr., Mitchell (6) | Vivint Smart Home Arena 18 306  | 1 - 2 |
| 4     | 23 avril   | Dallas   | V 100-99  | Jordan Clarkson (25)  | Rudy Gobert (15)   | Donovan Mitchell (7)      | Vivint Smart Home Arena 18 306  | 2 - 2 |
| 5     | 25 avril   | @ Dallas | D 77-102  | Jordan Clarkson (20)  | Rudy Gobert (11)   | Mike Conley, Jr. (5)      | American Airlines Center 20 577 | 2 - 3 |
| 6     | 28 avril   | Dallas   | D 96-98   | Donovan Mitchell (23) | Rudy Gobert (12)   | Donovan Mitchell (9)      | Vivint Smart Home Arena 18 306  | 2 - 4 |

### Confrontations en saison régulière
| Conférence Est      | Conférence Est                              | Conférence Est                              | Conférence Ouest                            | Conférence Ouest                            | Conférence Ouest                            | Conférence Ouest                            | Conférence Ouest                            |
| Division Atlantique | Division Atlantique                         | Division Atlantique                         | Division Nord-Ouest                         | Division Nord-Ouest                         | Division Nord-Ouest                         | Division Nord-Ouest                         | Division Nord-Ouest                         |
| Équipe              | Domicile                                    | Extérieur                                   | Équipe                                      | Domicile                                    | Domicile                                    | Extérieur                                   | Extérieur                                   |
| ------------------- | ------------------------------------------- | ------------------------------------------- | ------------------------------------------- | ------------------------------------------- | ------------------------------------------- | ------------------------------------------- | ------------------------------------------- |
| Boston              | 137-130                                     | 97-125                                      | Denver                                      | 122-110                                     | 108-104                                     | 115-109                                     | 125-102                                     |
| Brooklyn            | 125-102                                     | 106-114                                     | Minnesota                                   | 128-116                                     | 120-108                                     | 136-104                                     | 106-126                                     |
| New York            | 113-104                                     | 108-93                                      | Oklahoma City                               | 107-86                                      | 137-101                                     | 110-104                                     | 116-103                                     |
| Philadelphie        | 120-85                                      | 118-96                                      | Portland                                    | 129-107                                     | 123-85                                      | 120-105                                     | 111-80                                      |
| Toronto             | 119-103                                     | 108-122                                     |                                             |                                             |                                             |                                             |                                             |
|                     | 5-0                                         | 2-3                                         |                                             | 8-0                                         | 8-0                                         | 7-1                                         | 7-1                                         |
| Division            | 6-3                                         | 6-3                                         | Division                                    | 15-1                                        | 15-1                                        | 15-1                                        | 15-1                                        |
| Division Centrale   | Division Centrale                           | Division Centrale                           | Division Pacifique                          | Division Pacifique                          | Division Pacifique                          | Division Pacifique                          | Division Pacifique                          |
| Équipe              | Domicile                                    | Extérieur                                   | Équipe                                      | Domicile                                    | Domicile                                    | Extérieur                                   | Extérieur                                   |
| Chicago             | 125-110                                     | 99-107                                      | Golden State                                | 116-123                                     | 111-85                                      | 92-94                                       | 107-111                                     |
| Cleveland           | 91-111                                      | 109-108                                     | L.A. Clippers                               | 124-103                                     | 121-92                                      | 115-121                                     |                                             |
| Detroit             | 111-101                                     | 116-126                                     | L.A. Lakers                                 | 122-109                                     |                                             | 95-101                                      | 101-106                                     |
| Indiana             | 100-111                                     | 113-125                                     | Phoenix                                     | 97-105                                      | 105-111                                     | 109-115                                     | 118-114                                     |
| Milwaukee           | 111-117                                     | 107-95                                      | Sacramento                                  | 119-113                                     | 134-125                                     | 110-101                                     | 123-105                                     |
|                     | 2-3                                         | 2-3                                         |                                             | 6-3                                         | 6-3                                         | 3-6                                         | 3-6                                         |
| Division            | 4-6                                         | 4-6                                         | Division                                    | 9-9                                         | 9-9                                         | 9-9                                         | 9-9                                         |
| Division Sud-Est    | Division Sud-Est                            | Division Sud-Est                            | Division Sud-Ouest                          | Division Sud-Ouest                          | Division Sud-Ouest                          | Division Sud-Ouest                          | Division Sud-Ouest                          |
| Équipe              | Domicile                                    | Extérieur                                   | Équipe                                      | Domicile                                    | Domicile                                    | Extérieur                                   | Extérieur                                   |
| Atlanta             | 110-98                                      | 116-98                                      | Dallas                                      | 120-116                                     | 114-109                                     | 103-111                                     | 100-114                                     |
| Charlotte           | 112-102                                     | 101-107                                     | Houston                                     | 111-116                                     | 135-101                                     | 122-91                                      | 132-127 (OT)                                |
| Miami               | 105-111                                     | 115-118                                     | Memphis                                     | 118-119                                     | 121-115 (OT)                                | 109-119                                     |                                             |
| Orlando             | 114-99                                      | 100-107                                     | New Orleans                                 | 97-98                                       | 127-105                                     | 115-104                                     | 90-124                                      |
| Washington          | 103-109                                     | 123-98                                      | San Antonio                                 | 126-128                                     |                                             | 110-104                                     | 102-104                                     |
|                     | 3-2                                         | 2-3                                         |                                             | 5-4                                         | 5-4                                         | 4-5                                         | 4-5                                         |
| Division            | 5-5                                         | 5-5                                         | Division                                    | 9-9                                         | 9-9                                         | 9-9                                         | 9-9                                         |
| Conférence          | 16-14 (Domicile : 10-5; Extérieur : 6-9)    | 16-14 (Domicile : 10-5; Extérieur : 6-9)    | Conférence                                  | 33-19 (Domicile : 19-7; Extérieur : 14-12)  | 33-19 (Domicile : 19-7; Extérieur : 14-12)  | 33-19 (Domicile : 19-7; Extérieur : 14-12)  | 33-19 (Domicile : 19-7; Extérieur : 14-12)  |
| Total               | 49-33 (Domicile : 29-12; Extérieur : 20-21) | 49-33 (Domicile : 29-12; Extérieur : 20-21) | 49-33 (Domicile : 29-12; Extérieur : 20-21) | 49-33 (Domicile : 29-12; Extérieur : 20-21) | 49-33 (Domicile : 29-12; Extérieur : 20-21) | 49-33 (Domicile : 29-12; Extérieur : 20-21) | 49-33 (Domicile : 29-12; Extérieur : 20-21) |

## Classements
| Conférence Ouest | Conférence Ouest                    | Conférence Ouest | Conférence Ouest | Conférence Ouest | Conférence Ouest | Conférence Ouest | Conférence Ouest |
| No               | Franchise                           | Vic.             | Def.             | MJ               | V/D              | GB               |                  |
| ---------------- | ----------------------------------- | ---------------- | ---------------- | ---------------- | ---------------- | ---------------- | ---------------- |
| 1                | z - Suns de Phoenix                 | 64               | 18               | 82               | .780             | –                |                  |
| 2                | y - Grizzlies de Memphis            | 56               | 26               | 82               | .683             | 8                |                  |
| 3                | x - Warriors de Golden State        | 53               | 29               | 82               | .646             | 11               |                  |
| 4                | x - Mavericks de Dallas             | 52               | 30               | 82               | .634             | 12               |                  |
| 5                | y - Jazz de l'Utah                  | 49               | 33               | 82               | .598             | 15               |                  |
| 6                | x - Nuggets de Denver               | 48               | 34               | 82               | .585             | 16               |                  |
|                  |                                     |                  |                  |                  |                  |                  |                  |
| 7                | x - Timberwolves du Minnesota       | 46               | 36               | 82               | .561             | 18               |                  |
| 8                | pi - Clippers de Los Angeles        | 42               | 40               | 82               | .512             | 22               |                  |
| 9                | x - Pelicans de La Nouvelle-Orléans | 36               | 46               | 82               | .439             | 28               |                  |
| 10               | pi - Spurs de San Antonio           | 34               | 48               | 82               | .415             | 30               |                  |
|                  |                                     |                  |                  |                  |                  |                  |                  |
| 11               | o - Lakers de Los Angeles           | 33               | 49               | 82               | .402             | 31               |                  |
| 12               | o - Kings de Sacramento             | 30               | 52               | 82               | .366             | 34               |                  |
| 13               | o - Trail Blazers de Portland       | 27               | 55               | 82               | .329             | 37               |                  |
| 14               | o - Thunder d'Oklahoma City         | 24               | 58               | 82               | .293             | 40               |                  |
| 15               | o - Rockets de Houston              | 20               | 62               | 82               | .244             | 44               |                  |

| Division Nord-Ouest           | V  | D  | MJ | V/D  | GB | Dom   | Ext   | Div  |
| ----------------------------- | -- | -- | -- | ---- | -- | ----- | ----- | ---- |
| y - Jazz de l'Utah            | 49 | 33 | 82 | .598 | –  | 29–12 | 20–21 | 15–1 |
| x - Nuggets de Denver         | 48 | 34 | 82 | .585 | 1  | 23–18 | 25–16 | 6–10 |
| x - Timberwolves du Minnesota | 45 | 37 | 82 | .561 | 3  | 26–15 | 20–21 | 12–4 |
| o - Trail Blazers de Portland | 27 | 55 | 82 | .329 | 22 | 17–24 | 10–31 | 1–15 |
| o - Thunder d'Oklahoma City   | 24 | 58 | 82 | .293 | 24 | 12–29 | 12–29 | 6–10 |